# SDHB
SDHB (англ. Succinate dehydrogenase complex iron sulfur subunit B) – білок, який кодується однойменним геном, розташованим у людей на короткому плечі 1-ї хромосоми.  Довжина поліпептидного ланцюга білка становить 280 амінокислот, а молекулярна маса — 31 630.
| 10         |  | 20         |  | 30         |  | 40         |  | 50         |
| ---------- |  | ---------- |  | ---------- |  | ---------- |  | ---------- |
| MAAVVALSLR |  | RRLPATTLGG |  | ACLQASRGAQ |  | TAAATAPRIK |  | KFAIYRWDPD |
| KAGDKPHMQT |  | YEVDLNKCGP |  | MVLDALIKIK |  | NEVDSTLTFR |  | RSCREGICGS |
| CAMNINGGNT |  | LACTRRIDTN |  | LNKVSKIYPL |  | PHMYVIKDLV |  | PDLSNFYAQY |
| KSIEPYLKKK |  | DESQEGKQQY |  | LQSIEEREKL |  | DGLYECILCA |  | CCSTSCPSYW |
| WNGDKYLGPA |  | VLMQAYRWMI |  | DSRDDFTEER |  | LAKLQDPFSL |  | YRCHTIMNCT |
| RTCPKGLNPG |  | KAIAEIKKMM |  | ATYKEKKASV |  |            |  |            |

A: Аланін

C: Цистеїн

D: Аспарагінова кислота

E: Глутамінова кислота

F: Фенілаланін

G: Гліцин

H: Гістидин

I: Ізолейцин

K: Лізин

L: Лейцин

M: Метіонін

N: Аспарагін

P: Пролін

Q: Глутамін

R: Аргінін

S: Серин

T: Треонін

V: Валін

W: Триптофан

Кодований геном білок за функцією належить до оксидоредуктаз. 
Задіяний у таких біологічних процесах як транспорт, цикл трикарбонових кислот, транспорт електронів. 
Білок має сайт для зв'язування з іонами металів, іоном заліза, групою 4fe-4s, залізо-сірчаною групою, групою 2fe-2s. 
Локалізований у мембрані, мітохондрії, внутрішній мембрані мітохондрії.